# Delphinium charadzeae
Delphinium charadzeae là một loài thực vật có hoa trong họ Mao lương. Loài này được Kem.-Nath. & Gagnidze mô tả khoa học đầu tiên năm 1965.